# Soy (canción de Mon Laferte)
«Soy» es la primera canción y el primer sencillo del segundo álbum Desechable, de la cantante chilenomexicana Mon Laferte lanzado el julio de 2011 en todas las radios de México y Chile.
Además en itunes y en Internet a través de las redes sociales con la publicación del respectivo videoclip en su canal de Youtube. 
La canción de rock pop dedicada al desamor, marcando el inicio de un nuevo estilo musical de Mon definiendo una ruptura con sus primeros años, que ella define más maduro y siendo el que mejor se identifica en esta etapa de su vida, ya que su disco anterior La chica de Rojo contenía temas de estilo baladas pop, los cuales la artista no participaba en la autoría.

## Crítica
En una nota de RPP, indica: «hace un par de años éramos testigos de la evolución musical que iba describiendo Mon Laferte, quien fue una de las estrellas más brillantes del programa Rojo Fama Contrafama», indicando luego «Hoy, Mon Laferte extiende sus límites musicales y se entrega con pasión a la música que late con fuerza en su interior, con una imagen reinventada y un estilo mucho más decidido y atrevido. Tras su participación en “Rojo, Fama, Contrafama”, la cantante migra a México para dedicarse de lleno a la música.»

## Presentaciones
Mon se ha presentado en club, pub, discoteque y programas de televisión, tanto como en México, Perú y Chile. Además ha hecho conciertos en el metro de México juntando mucho público. Entre las presentaciones en vivo de la canción destaca su presentación en el programa Factor X Chile, en el que participaba como jurado.

## Posicionamientos
| Listas (2003)  | Mejor posición |
| -------------- | -------------- |
| Chile Top 100  | -              |
| México Top 100 | -              |
| Perú Top 100   | -              |

## Video musical
En el video musical de Soy se puede ver a una Mon Laferte un poco más roquera de lo normal, cantando y caminando por calles de estilo barroco, y en una casa tipo vintage. El video fue publicado a través de los medios sociales de Internet (Youtube) el mismo día que Mon lanzó oficialmente el sencillo y desde entonces se comenzó a reproducir en Radio y Televisión.

### Créditos
- Dirección: Sebastián Soto Chacón y Roxana Saravia
- Cámara: Sebastián Soto Chacón y Aldo Acuña